# Spider-Man (série de TV de 1981)
Spider-Man (Homem-Aranha em português) é uma série de animação americana de 1981-1982 baseada no personagem homônimo da Marvel Comics. É o segundo desenho animado do Homem-Aranha, seguindo a série de 1967.

## Sinopse
A série mostrava Peter Parker tendo que equilibrar seu alter ego de combate ao crime com suas responsabilidades como estudante universitário, fotógrafo de meio período do Clarim Diário e cuidando de sua tia idosa May Parker.
Enquanto o Homem-Aranha luta contra seus inimigos habituais, em seis episódios ele enfrenta o Doutor Destino.

## Elenco
- Ted Schwartz – Peter Parker / Homem-Aranha
- Jack Angel – Dr. Donald Blake, Man Mountain Marko e Moe
- Lee Bailey – Robbie Robertson
- Wally Burr – Flint Marko / Homem Areia
- Corey Burton – Dr. Curt Connors / Lagarto
- Brad Crandall – Victor von Doom / Doutor Destino
- Peter Cullen – Caveira Vermelha
- Brian Cummings – Diretor da Universidade de Empire State
- Jeff David – Akim
- Jack DeLeon – Sergei Kravinoff / Kraven, o caçador
- Ralph James – Ben Parker
- Lynn Johnson – Cabeça de Martelo
- Morgan Lofting – May Parker, Felicia Hardy / Gata Negra
- Mona Marshall – Betty Brant
- George DiCenzo – Steve Rogers / Capitão América
- Walker Edmiston – Erik Lehnsherr / Magneto
- Ron Feinberg – Professor Gizmo
- Brian Fuld – Ka-Zar
- Linda Gary – Colleen
- Buster Jones – Professor
- Stan Jones – Dr. Otto Octavius / Doutor Octopus, Wilson Fisk / Rei do Crime
- Les Lampson – Dr. Lee
- John H. Mayer – Camaleão, Sargento de polícia
- Don Messick – Adrian Toomes / Abutre
- Vic Perrin – Goron, Namor
- Neil Ross – Norman Osborn / Duende Verde
- Michael Rye – Quentin Beck / Mysterio
- Michael Sheehan – Mortimer, Johan Klemmle, Reed Richards jovem
- John Stephenson – Dr. Norton
- Andre Stojka – Funcionário da NASA
- B.J. Ward – Namorita, Medusa
- Paul Winchell – Silvermane
- William Woodson – J. Jonah Jameson, Professor Donaldson, Dr. Everett e Dr. Niemann

Nota : Neil Ross reprisaria seu papel como Norman Osborn / Duende Verde na série Spider-Man: The Animated Series (1994).
Walter S. Burr foi o diretor de voz da série.

### Streaming
A série esteve disponível para streaming na Netflix de 2011 a 2013. A série ficou disponível no serviço de streaming Disney+ em seu lançamento nos Estados Unidos em 12 de novembro de 2019.